# Mosaik
 Denne artikel omhandler udsmykningsformen. For den genetiske mosaicisme, se mosaicisme.
En mosaik er en form for udsmykning af små fliser, der sammen danner et billede. Fliserne er i ofte kvadratiske. Mosaik er kunsten at skabe mønstre og figurer med mosaikstykker, tesserae, små farvede stykker glas, marmor eller andet. Mosaikker er blandt de ældste intakte udsmykninger.
En glasmosaik er sammensat af mange forskelligfarvede glasstykker, som danner et billede. Hvert glasstykke har ofte en form, der passer til motivet.

## Arbejdsprocesser
- De forskellige materialer skæres til små mosaikstykker.
- Glasemalje (smalti) og marmor formes med en hammer og et stokjern, et spidst blad i en træblok.
- Glas formes med en bidetang.
  - Ved den direkte metode lægges mosaikstykkerne i en bund af cementbaseret klæbestof.
  - Ved den indirekte metode tegnes motivet først spejlvendt på papir eller stof.
- Mosaikstykkerne limes fast på papiret med vandopløselig lim med undersiden op. Så spredes klæbestof ud på den faste overflade med en murske. Til sidst gennemblødes papiret og fjernes, så mosaikken kan ses.
- Revner mellem mosaikken kan udfyldes med fugemasse, som trykkes ind i mellemrummene ved at rulle en gummivalse over.

Mosaik anvendes til dekoration af vægge, vinduer, gulve og mindre genstande.
- Mosaik af duer og et skrin med juveler. Fra Casa del Fauno (Faunens hus) i Pompeji. Originalen er på Nationalarkæologisk Museum i Napoli.
- Vladimir Lenin i mosaik.
- Nr. 51.
- Trondur – Danmarks største glasmosaik i Vejle.
- Glasmosaik fra banegården i Žilina.
- Vilhelm Lundstrøm, Mosaik fra Frederiksberg Svømmehal.